# Ivana Lie
Ivana Lie (Bandung, 7 de marzo de 1960) es una deportista indonesia que compitió en bádminton, en la modalidad individual. Ganó una medalla de plata en el Campeonato Mundial de Bádminton de 1980.

## Palmarés internacional
| Campeonato Mundial | Campeonato Mundial  | Campeonato Mundial | Campeonato Mundial |
| Año                | Lugar               | Medalla            | Prueba             |
| ------------------ | ------------------- | ------------------ | ------------------ |
| 1980               | Yakarta (Indonesia) | Medalla de plata   | Individual         |